# 21364 Лінпань
21364 Лінпань (21364 Lingpan) — астероїд головного поясу, відкритий 30 квітня 1997 року.
Тіссеранів параметр щодо Юпітера — 3,355.